# 杞州
杞州，中国古代的州。
隋朝开皇九年（589年），以汴州的白马县、东燕县、长垣县、韦城县、濮阳县、西濮阳县、曹州的离狐县，设置杞州，治所在白马县（今河南省滑县东旧滑县）。
开皇十六年（596年），改杞州置滑州。另以汴州的雍丘县、襄邑县设置杞州。治所在雍丘县（今河南省杞县）。大业三年（607年）废杞州，雍丘县、襄邑县改属梁郡。
唐朝武德二年（619年）李公逸降唐，唐高祖任命他为杞州总管。杞州下辖雍丘县、襄邑县、陈留县。武德四年（621年） 外黄县、济阳县、圉城县改属杞州。貞觀元年（627年）废除杞州、外黄县、济阳县、圉城县。雍丘县、陈留县改属汴州，襄邑县改属宋州。
至德元载（756年），安禄山夺取雍丘县、襄邑县，设置杞州。次年，唐朝收复二县，废除杞州。
杞州刺史
- 李公逸（619年，总管）
- 李善行（619年）
- 王孝矩（621年）
- 长孙敞（武德年间—627年）